# Домбский, Антоний Юзеф
Антоний Юзеф Домбский (1706 — 4 июля 1771, Любранец) — государственный деятель Речи Посполитой, староста иновроцлавский (1725—1740), воевода бжесць-куявский (1734—1770), староста дыбувский и нехорувский.

## Биография
Представитель польского шляхетского рода Домбских герба «Годземба». Старший сын маршалка надворного коронного Войцеха Домбского из Любранца (1676—1725) и Аделаиды Сесилии Терезы Радзивилл (1690—1725), дочери канцлера великого литовского, князя Доминика Николая Радзивилла.
В 1725—1740 годах — староста иновроцлавский, ротмистр королевский, староста дыбувский (1738) и нехорувский (1758). Сторонник придворной королевской партии. В 1741 году он продал имение Кучкова подчашему коронному Казимиру Домбскому.
17 октября 1738 года на сессии парламента Антоний Юзеф Домбский выступал за увеличение численности коронных войск и потребовал создания конфедерации с министрами саксонского и польского дворов. Он требовал, чтобы польский король постоянно проживал в Польше. Антоний Юзеф Домбский поддерживал патриотическую партию, протестовавшую против злоупотреблений властью Чарторыйскими («Фамилией»).
В 1734—1770 годах Антоний Юзеф Домбский занимал должность воеводы бжесць-куявского.
В 1730 году он был избран послом от Сохачевской земли на сейм. В 1733 году Антоний Домбский был избран депутатом (послом) от Бжесць-Куявского воеводства на элекционный сейм, где поддержал кандидатуру Станислава Лещинского на польский королевский престол. В 1735 году он подписал постановление Генеральной рады Варшавской конфедерации. В 1766 году он был назначен пожизненным сенатором.
В 1735 году Антоний Юзеф Домбский был награжден Орденом Белого Орла.
Воевода бжесць-куявский Антоний Юзеф Домбский был правдивым, красноречивым и гостеприимным, пользовался признанием среди дворянства Куявии. В 1770 году он отказался от исполнения обязанностей воеводы бжесць-куявского. Его состояние оценивалось в 4 миллиона злотых.

## Семья и дети
Был женат на княжне Анна Каролине Любомирской (1700—1770), дочери воеводы сандомирского, князя Ежи Александра Любомирского (ок. 1669—1735). Супруги имели троих детей:
- Август Домбский, староста пшдецкий, дыбувский и гостинский
- Ян Домбский (1730—1769), генерал-адъютант королевского двора
- Станислав Домбский (ум. 1809), последний воевода бжесць-куявский.